# Strombosia nana
Strombosia nana är en tvåhjärtbladig växtart som beskrevs av A.J.G.H. Kostermans. Strombosia nana ingår i släktet Strombosia och familjen Strombosiaceae. Inga underarter finns listade i Catalogue of Life.